# Ransom (Lil Tecca)
Ransom è un singolo del rapper statunitense Lil Tecca, pubblicato il 22 maggio 2019 come secondo estratto dal primo mixtape We Love You Tecca.

## Descrizione
Il brano è stato scritto dallo stesso interprete con Danny Snodgrass, Jr. e Nicholas Mira, in arte rispettivamente Taz Taylor e Nick Mira, ed è stato prodotto da questi ultimi due.

## Video musicale
Il video musicale, reso disponibile in concomitanza con l'uscita della canzone, è stato diretto da Cole Bennett.

## Tracce
Download digitale
1. Ransom – 2:11

Download digitale (remix con Juice Wrld)
1. Ransom (con Juice Wrld) (Remix) – 2:51

## Formazione
- Lil Tecca – voce
- Nick Mira – produzione
- Taz Taylor – produzione
- Joseph Colmenero – missaggio

## Classifiche

### Classifiche settimanali
| Classifica (2019) | Posizione massima |
| ----------------- | ----------------- |
| Australia         | 8                 |
| Austria           | 39                |
| Belgio (Fiandre)  | 15                |
| Belgio (Vallonia) | 39                |
| Canada            | 2                 |
| Danimarca         | 5                 |
| Estonia           | 6                 |
| Finlandia         | 4                 |
| Francia           | 25                |
| Germania          | 44                |
| Grecia            | 2                 |
| Irlanda           | 3                 |
| Islanda           | 11                |
| Italia            | 40                |
| Lettonia          | 2                 |
| Lituania          | 4                 |
| Norvegia          | 3                 |
| Nuova Zelanda     | 2                 |
| Paesi Bassi       | 16                |
| Portogallo        | 6                 |
| Regno Unito       | 7                 |
| Repubblica Ceca   | 11                |
| Singapore         | 29                |
| Slovacchia        | 15                |
| Spagna            | 63                |
| Stati Uniti       | 4                 |
| Svezia            | 3                 |
| Svizzera          | 15                |
| Ungheria          | 9                 |

### Classifiche di fine anno
| Classifica (2019) | Posizione |
| ----------------- | --------- |
| Australia         | 85        |
| Belgio (Fiandre)  | 70        |
| Canada            | 20        |
| Danimarca         | 48        |
| Irlanda           | 48        |
| Islanda           | 83        |
| Lettonia          | 19        |
| Norvegia          | 27        |
| Nuova Zelanda     | 40        |
| Paesi Bassi       | 72        |
| Portogallo        | 35        |
| Regno Unito       | 53        |
| Stati Uniti       | 28        |
| Svezia            | 44        |
| Svizzera          | 83        |
| Ungheria          | 55        |
| Classifica (2020) | Posizione |
| Canada            | 45        |
| Portogallo        | 73        |